# Sever Pop
Sever Pop (n. 27 iulie 1901, Poiana Ilvei, comitatul Bistrița-Năsăud – d. 17 februarie 1961, Louvain, Belgia) a fost un lingvist român. În anul 2012 a fost declarat membru post-mortem al Academiei Române.

## Biografie
Sever Pop s-a născut în data de 27 iulie 1901 la Poiana Ilvei, localitate aflată pe atunci în comitatul Bistrița-Năsăud.
A urmat Gimnaziul superior grăniceresc greco-catolic din Năsăud (1911-1919), apoi Facultatea de Litere și Filosofie a Universității din Cluj (1919-1923). A obținut titlul de doctor în filologie (1925). După o specializare în geografie lingvistică la Paris (1925-1927) a fost cooptat în colectivul de cercetare al  Muzeului Limbii Române din Cluj. Între 1930 și 1937 a efectuat anchete lingvistice în 301 localități, cu un chestionar cuprinzând 2160 de poziții. Devine conferențiar de dialectologie la Universitatea din Cluj (1931), apoi profesor de limba română și dialectele ei la Universitatea din Cernăuți (1939) și la cea din București (1940). Director adjunct la Accademia di Romania din Roma (1941-1946). „Visiting Professor” (1948-1953), apoi profesor extraordinar la Universitatea Catolică din Louvain (Leuven). În 1951 a fondat Le Centre international de Dialectologie générale de la Louvain, al cărui buletin este revista „Orbis”. Sub redacția sa au apărut din această publicație volumele I-IX (1952-1960). A organizat în 1960, la Louvain și Bruxelles, primul congres internațional de dialectologie generală.
A decedat la 17 februarie 1961 în orașul belgian Louvain.

## Lucrări publicate
- Buts et méthodes des enquêtes dialectales, Paris, 1927.
- Atlasul lingvistic român, partea I, vol. I. Părțile corpului omenesc și boalele lui, Cluj, 1938, vol. II. Familia, Sibiu-Leipzig, 1942.
- Micul Atlas lingvistic român, partea I, vol. I, Cluj, 1938, vol. II, Sibiu-Leipzig, 1942.
- Grammaire roumaine, Berna, 1948.
- La dialectologie. Aperçu historique et méthodes d’enquêtes linguistique (Première partie: Dialectologie romane. Second partie: Dialectologie non romane, Louvain, 1950.
- Encyclopédie de la Philologie Romane: Langues et dialectes de la Romania, Louvain, 1954-1955; ed. a II-a, 1956-1957; ed. a III-a, 1958-1959.
- Bibliographie de Questionnaires linguistiques, Louvain, 1955.
- Atlas linguistiques européens. Domaine roman. Répertoire alphabétique des cartes (în colaborare cu Rodica Doina Pop), Louvain, 1960.
- Recueil posthume de linguistique et dialectologie, Roma, 1966.

## Afilieri
- membru al Société de Linguistique de Paris (1927)
- membru al Société de Linguistique de Genève (1942)
- fondator și director al Centre International de Dialectologie générale (1951)
- secretar al Commission d'Enquête linguistique (sub-divizie a Comité International Permanent des Linguistes) - începând cu anul 1952
- membru corespondent al Real Academia de Buenas Letras de Barcelona (1952)
- membru corespondent al Accademia della Crusca (1952)
- membru al Société de Linguistique romane
- director al Centre d'études portugaises de l'Université catholique de Louvain (1953)
- membru de onoare al Academiei Ungare Catolice de Științe, Litere și Arte din Roma (1954)

## Distincții
- Cavaler al Coroanei României (1938)
- Cavaler al Stelei României (1941)
- Commandeur de l'Ordre Alphonse X le Sage, avec Plaque (1955)

## Congrese internaționale
A participat cu comunicări la mai multe congrese internaționale:
- Congrès international linguistique (Roma, 1933; Paris, 1948; Londra, 1952)
- Congrès international des langues romanes (Nice, 1937; Liège, 1950; Barcelona, 1953; Florența, 1956)
- Congrès international d'Onomastique (Paris, 1947; Bruxelles, 1949; Uppsal, 1952; Salamanca, 1955)
- Congrès des traditions populaires de la Suisse (Geneva, 1945)
- Conférence internationale de folklore (Paris, 1947)

## Anchete lingvistice
A întreprins mai multe anchete lingvistice pe teren, în următoarele țări și teritorii (în ordine alfabetică):
- Belgia (1950-1956)
- Brazilia (1954)
- Bulgaria (1938)
- Catalonia (1927)
- Cehoslovacia (1930-1931)
- Franța (1927)
- Grecia (1939)
- Istria (1933, 1937)
- Italia (1927, 1933)
- Iugoslvia (1937)
- Portugalia (1948, 1951, 1954)
- România (1929-1938)
- Statele Unite ale Americii (1954)
- Ungaria (1930-1931)